# Batalla de Athens (1864)
La Batalla de Athens fue librada en Athens, Alabama, Estados Unidos el 26 de enero de 1864, durante la guerra civil estadounidense. El destacamento de la Unión estuvo liderado por el Capitán Emil Adams del 9.º Regimiento de Infantería Montada de Illinois, mientras que la fuerza Confederada fue conformada por la 1.ª Caballería de Alabama, bajo el mando del teniente coronel Moses W. Hannon.
En la madrugada del 26 de enero de 1864, alrededor de las 4:00 a. m., la caballería confederada compuesta de 600 hombres atacó Athens, ocupada por la Unión con 100 soldados. Pese a que la fuerza de la Unión no poseía ningún tipo de fortificación y era superada en número, fue capaz de resistir el ataque confederado y forzarlos a retirarse luego de dos horas de batalla.